# Damage Control (lucha libre)
Damage Control (estilizado como Damage CTRL, Control de Daños en español) fue un stable de lucha libre profesional de WWE en su marca Raw. Estuvo conformado por Asuka, Iyo Sky y Kairi Sane. Bayley, quien había formado la agrupación, salió de la misma el 2 de febrero de 2024. Mientras, Dakota Kai, quien fue miembro desde el comienzo, fue despedida por WWE el 2 de mayo de 2025. 

## Historia

### Formación inicial
El 30 de julio de 2022, en SummerSlam, Bayley hizo su regreso después de estar un año fuera de acción, formando una alianza con Iyo Sky y Dakota Kai, quienes también estaban retornando a WWE. Las tres confrontaron a Bianca Belair, después que ésta retuvo el Campeonato Femenino de Raw ante Becky Lynch, reanudando la rivalidad entre Belair y Bayley y mandando a esta última de regreso a la marca Raw. Sky y Kai también se unieron a la marca Raw como heels e hicieron su debut la noche siguiente, atacando, junto a Bayley, a Lynch, Alexa Bliss, y Asuka. En el episodio del 8 de agosto en Raw, Kai y Sky derrotaron al equipo de Dana Brooke y Tamina, en la primera ronda del torneo por el Campeonato Femeninos en Parejas de WWE. Bayley, Kai y Sky retaron a Belair, Bliss y Asuka a un combate por equipos en Clash at the Castle. Sky y Kai avanzaron a las semifinales, pero no lograron ganar en la final y, por ende, no capturaron los títulos.
El 3 de septiembre, en Clash at the Castle, Bayley, Kai y Sky, ahora oficialmente conocidas como Damage Control, derrotaron a Belair, Bliss y Asuka. En el episodio del 12 de septiembre de Raw, Kai y Sky vencieron a Aliyah y Raquel Rodríguez para ganar los Campeonatos Femeninos en Parejas de WWE. El 31 de octubre de 2022, Sky y Kai perdieron los títulos ante Bliss y Asuka, sin embargo los volverían a recuperar el 5 de noviembre en el evento WWE Crown Jewel, con la intervención de Nikki Cross. Tuvieron la primera defensa de segundo reinado ante Liv Morgan & Tegan Nox el 16 de diciembre de 2022 en SmackDown.

### Llegada de títulos
El 28 de enero de 2023 en Royal Rumble, las tres ingresaron al Royal Rumble femenino y acumularon cinco eliminaciones cada una, de las cuales cuatro fueron de manera conjunta. No obstante, Kai y Sky fueron eliminadas por Lynch, mientras que Bayley fue eliminada por Morgan.
Un Steel Cage match fue reprogramado para el episodio del 6 de febrero de Raw, que Lynch ganó después de que Lita impidiera que Kai y Sky interfirieran. En el episodio del 20 de febrero, Lynch y Lita desafiaron a Kai y Sky por los títulos, que Bayley aceptó en su nombre. La semana siguiente, Kai y Sky perdieron los cinturones después de la interferencia de Trish Stratus, quien atacó a Bayley, poniendo fin a su segundo reinado a los 114 días. La semana siguiente, Lynch, Lita y Stratus desafiaron a Damage CTRL a una lucha por equipos de seis mujeres en WrestleMania 39. En la Noche 1 de WrestleMania 39, perdieron ante Lynch, Lita y Stratus, terminando así el feudo.
En el Raw Draft, Bayley y Kai derrotaron a las Campeonas Femeninas en Parejas de WWE, Liv Morgan y Raquel Rodríguez, en una lucha no titular. Cuatro días después, en el SmackDown realizado en San Juan, Puerto Rico, interrumpieron la promo de la Campeona Femenina de Raw, Bianca Belair, y la atacaron. Sin embargo las campeonas en parejas, Morgan y Rodríguez, salieron al rescate. En Backlash, mientras Sky se enfrentaba a Belair por el Campeonato Femenino de Raw, Bayley y Kai interfirieron a favor de Sky, sin embargo no pudo llevarse la victoria. Seis días después, en SmackDown, Bayley y Kai se enfrentaron a Morgan y Rodríguez por los Campeonatos Femeninos en Parejas de WWE, perdiendo la lucha..

### Unión de Kairi Sane y Asuka y traición a Bayley
El 4 de noviembre de 2023, en el evento Crown Jewel, Sky derrotó a Belair tras la intervención de Kairi Sane, haciendo ésta  su regreso a la empresa luego de tres años. En el episodio del 10 de noviembre de Smackdown, Bayley inició el programa hablando del futuro del grupo al tener la inesperada unión de Sane. Kai y Sky convencieron a Bayley se aceptar a Sane y ella prometió perdonar las disputas entre las dos del pasado. Más tarde, Bayley, Sky y Sane enfrentaron a Charlotte Flair, Bianca Belair y Asuka. El combate que quedó sin resultado luego del ataque de Asuka a Belair, tras lo cual selló también su unión a Damage CTRL.
En la edición del 26 de enero de 2024 de SmackDown, The Kabuki Warriors (Asuka & Sane) se coronaron por segunda vez como equipo con el Campeonato Femenino de Parejas, tras derrotar a las campeonas Katana Chance & Kayden Carter, siendo éste el tercer campeonato en parejas del grupo, sumándose a los dos logrados anteriormente por Kai & Sky.
El 2 de febrero, Asuka, Sane y Sky traicionaron a Bayley mientras ésta hacía su anuncio de elección de rival en WrestleMania XL, terminado con esta última eligiendo enfrentar a Sky por el Campeonato Femenino de WWE. Una semana más tarde, Kai hizo su regreso, preguntándole a Bayley porqué estaba ignorando sus llamados. Tras ello, Asuka, Sane y Sky salieron a atacar a Bayley, pero fueron repelidas con una silla por Kai, dando a entender que también abandonaba el grupo y se quedaba al lado de Bayley. Sin embargo, en el episodio del 1 de marzo de SmackDown, cuando Bayley y Kai enfrentaban a The Kabuki Warriors en una lucha en parejas, Kai traicionó a Bayley, negándose a darle el relevo y, posteriormente, atacándola junto a Asuka, Sane y Sky.
Así, en la Noche 2 de WrestleMania XL, el 7 de abril, Bayley derrotó a Sky y se coronó por segunda vez como campeona femenina de WWE. Mientras, el 4 de mayo, The Kabuki Warriors perdieron el Campeonato Femenino de Parejas, luego de ser derrotadas por Bianca Belair & Jade Cargill en el evento Backlash, dejando al grupo sin títulos.
Finalmente, el 29 de abril, Damage CTRL fue seleccionado por Raw en el Draft, mientras que Bayley, en su condición de campeona, permaneció en SmackDown, poniendo fin a la disputa entre el stable y su exlíder y fundadora.
A principios de agosto, Asuka sufrió una lesión en la rodilla, alejándola por varios meses de la actividad. Mientras, Kai y Sane fueron anunciadas como parte del torneo inaugural por el nuevo Campeonato Femenino Intercontinental de WWE. Sin embargo, Sane quedó fuera tras ser atacada en la previa por las integrantes de Pure Fusion Collective (Shayna Baszler, Zoey Stark y Sonya Deville), debiendo ser reemplazada por Sky. Kai llegó a la final, perdiendo ante Lyra Valkyria. A mediados de diciembre, Sane sufrió una lesión en el brazo derecho que, al igual que Asuka, la dejó fuera por un tiempo prolongado.
En el episodio del 3 de marzo de Raw, Sky derrotó a Rhea Ripley y se coronó campeona del Campeonato Mundial Femenino, convirtiéndose en la décima Campeona Triple Corona y la séptima Campeona Grand Slam. En la segunda noche de WrestleMania 41, Sky defendió exitosamente su corona ante Ripley y Belair.
El 2 de mayo de 2025, Dakota Kai fue liberada de su contrato en WWE, lo que, sumado a las ausencias por lesión de Asuka y Sane, puso en duda la continuidad del stable. Tras el regreso de las dos lesionadas, Asuka fue parte del torneo Queen of the Ring y, luego de clasificar a la final, fue felicitada por Sky, quien le dijo que al fin se daría una lucha titular entre ellas, tal como lo soñaron cuando estaban en Damage CTRL. Sin embargo, Asuka la respondió a la campeona que "ya no estamos en Damage CTRL". Finalmente, Asuka perdió la final ante Jade Cargill el 28 de junio en Night of Champions.

## Línea de tiempo
Hasta el 19 de agosto de 2025.

## Campeonatos y logros
- WWE
  - WWE Women's Championship (1 vez) — Sky
  - Women's World Championship (1 vez) — Sky
  - WWE Women's Tag Team Championship (3 veces) — Kai & Sky (2 veces), The Kabuki Warriors (Asuka & Sane) (1 vez).
  - Women's Money In The Bank (2023) — Sky
  - Women's Royal Rumble (2024) — Bayley

- Pro Wrestling Illustrated
  - Situada en el Nº25 en el PWI Tag Teams 100 en 2022.[20]
  - Situada en el Nº9 en el PWI Tag Teams 100 en 2023.[21][22]